# Chella (Spagna)
Chella è un comune spagnolo di 2 519 abitanti situato nella comunità autonoma Valenciana.